# Вибори в Донецькій області
Вибори в Донецькій області становлять велику увагу для української політики, адже в найбільш населеній області мешкає більше за 9% від загального населення України.

## Вибори 1998 (29 березня 1998)
- Кількість виборців —
- Явка виборців — 2 414 900
- Комуністична партія України — 856 323 (35,5 %)[1]

## Вибори 1999
1-й тур (31 жовтня 1999)
- Кількість виборців —
- Явка виборців — 2 434 445
- Симоненко Петро Миколайович — 959 183 (39,4 %)
- Кучма Леонід Данилович — 778 104 (32,0 %)
- Вітренко Наталя Михайлівна — 280 172 (11,5 %)

2-й тур (14 листопада 1999)
- Кількість виборців — 3 742 293
- Явка виборців — 2 943 688 (78,7 %)
- Кучма Леонід Данилович — 1 557 340 (52,9 %)
- Симоненко Петро Миколайович — 1 213 694 (41,2 %)

## Вибори 2002 (31 березня 2002)
- Кількість виборців — 3 696 887
- Явка виборців — 2 482 577 (67,2 %)
- Блок «За Єдину Україну» — 914 348 (39,6 %)[3]
- Комуністична партія України — 739 471 (32,0 %)
- Соціал-демократична партія України (об’єднана) — 115 776 (5,0 %)
- Блок Наталії Вітренко — 113 875 (4,9 %)
- Блок Віктора Ющенка «Наша Україна» — 66 883 (2,9 %)
- Соціалістична партія України — 45 285 (2,0 %)
- «Жінки за майбутнє» — 41 508 (1,8 %)
- Блок Юлії Тимошенко — 34 880 (1,5 %)

## Вибори 2004
1-й тур (31 жовтня 2004)
- Кількість виборців — 3 686 236
- Явка виборців — 2 878 213 (78,1 %)
- Янукович Віктор Федорович — 2 496 686 (86,7 %)
- Симоненко Петро Миколайович — 94 605 (3,3 %)
- Ющенко Віктор Андрійович — 84 816 (2,9 %)
- Мороз Олександр Олександрович — 37 730 (1,3 %)
- Вітренко Наталя Михайлівна — 23 251 (0,8 %)

2-й тур (21 листопада 2004)
- Кількість виборців — 3 840 652
- Явка виборців — 3 711 606 (96,6 %)
- Янукович Віктор Федорович — 3 570 710 (96,2 %)
- Ющенко Віктор Андрійович — 75 505 (2,0 %)

3-ій тур (26 грудня 2004)
- Кількість виборців — 3 733 421
- Явка виборців — 3 143 557 (83,9 %)
- Янукович Віктор Федорович — 2 940 736 (93,5 %)
- Ющенко Віктор Андрійович — 132 581 (4,2 %)

## Вибори 2006
(26 березня 2006)
- Кількість виборців — 3 620 787 осіб
- Кількість виборчих округів — 17 (№ 39-55)
- Явка виборців — 2 513 464 (69,42 %)
- Партія Регіонів — 1 850 729 (73,63 %)
- Блок Вітренко "Народна опозиція" — 170 992 (6,8 %)
- СПУ — 94 256 (3,74 %)
- КПУ — 79 062 (3,14 %)
- БЮТ — 62 138 (2,47 %)
- Блок "Наша Україна" — 35 456 (1,41 %)
- Не Так! — 31 196 (1,24 %)
- Віче — 24 884 (0,99 %)
- ПНЕРУ — 10 820 (0,43 %)